# DFB-Pokal 2008-09 (vrouwen)
De DFB Pokal 2008/09 (voor vrouwen) was de 29 editie van de DFB-Pokal voor vrouwen. Het voetbalbekertoernooi begon op 31 augustus 2008 en eindigde met de finale, voorafgaand aan de mannenfinale op 30 mei 2009 in het Olympiastadion.
Recordhouder 1. FFC Frankfurt was titelverdediger en werd in de tweede ronde uitgeschakeld door het vrouwenelftal van FC Bayern München dat zelf in de kwartfinale (na strafschoppen) door bekerwinnaar FCR 2001 Duisburg werd uitgeschakeld. Duisburg versloeg in de finale drievoudig bekerwinnaar 1. FFC Turbine Potsdam met 7-0. Als FCR 2001 Duisburg was het de eerste bekerwinst, in 1998 won de club als FC Rumeln-Kaldenhausen voor de eerste keer de beker.

## Eerste ronde
De wedstrijden werden gespeeld op 31 augustus 2008.
| Thuisclub              | Uitslag | Uitclub                   |
| ---------------------- | ------- | ------------------------- |
| Hegauer FV             | 1-3     | SG Wattenscheid 09        |
| SC Regensburg          | 0-2     | VfL Sindelfingen          |
| 1. FFC Montabaur       | 0-6     | SC Freiburg               |
| SV Johannstadt 90      | 1-10    | SG Essen-Schönebeck       |
| TSV Nahe               | 0-7     | Hamburger SV              |
| FSV 02 Schwerin        | 2-5     | Mellendorfer TV           |
| FFC Brauweiler Pulheim | 1-5     | TSV Crailsheim            |
| SV Bardenbach          | 2-7     | SC Sand                   |
| DJK Arminia Ibbenbüren | 3-1     | SV Victoria Gersten       |
| VfR 07 Limburg         | 0-10    | 1. FC Saarbrücken         |
| BV Borussia Bocholt    | 0-8     | 1. FC Lokomotive Leipzig  |
| SV Werder Bremen       | 2-1     | Blau-Weiß Hohen Neuendorf |
| SV Rot-Weiß Flatow     | 0-9     | Tennis Borussia Berlin    |

| Thuisclub               | Uitslag      | Uitclub                  |
| ----------------------- | ------------ | ------------------------ |
| FFV Neubrandenburg      | 1-0          | SG Lütgendortmund        |
| FFC Heike Rheine        | 2-3          | FFC Oldesloe 2000        |
| SC Fortuna Köln         | 1-2          | FSV Viktoria Jägersburg  |
| TSV Schwaben Augsburg   | 1-0          | FFC Wacker München       |
| 1. FC Lübars            | 1-5          | HSV Borussia Friedenstal |
| TSG 1899 Hoffenheim     | 2-2 ns (4-5) | Bayer 04 Leverkusen      |
| Magdeburger FFC         | 2-1          | Holstein Kiel            |
| SV Eintracht Seekirc    | 0-3          | ASV Hagsfeld             |
| SV Rot-Weiß Göcklingen  | 2-4 nv       | SV Dirmingen             |
| 1. FFC 08 Niederkirchen | 4-2          | FV Löchgau               |
| Niendorfer TSV          | 0-8          | FC Gütersloh 2000        |
| 1. FC Gera 03           | 1-6          | FF USV Jena              |
| VfL Oythe               | 3-5 nv       | 1. FC Union Berlin       |

## Tweede ronde
De wedstrijden werden gespeeld op 9 oktober 2008.
| Thuisclub              | Uitslag | Uitclub                  |
| ---------------------- | ------- | ------------------------ |
| SV Werder Bremen       | 1-10    | FCR 2001 Duisburg        |
| Tennis Borussia Berlin | 1-6     | 1. FFC Turbine Potsdam   |
| FFV Neubrandenburg     | 2-4     | VfL Wolfsburg            |
| SG Wattenscheid 09     | 2-0     | FFC Oldesloe 2000        |
| FC Bayern München      | 1-0     | 1. FFC Frankfurt         |
| VfL Sindelfingen       | 3-0     | FSV Viktoria Jägersburg  |
| TSV Schwaben Augsburg  | 1-5     | SC Freiburg              |
| SG Essen-Schönebeck    | 4-1     | HSV Borussia Friedenstal |

| Thuisclub               | Uitslag      | Uitclub                  |
| ----------------------- | ------------ | ------------------------ |
| Bayer 04 Leverkusen     | 1-1 ns (2-3) | Hamburger SV             |
| Magdeburger FFC         | 1-6          | Mellendorfer TV          |
| TSV Crailsheim          | 3-1          | ASV Hagsfeld             |
| SC Sand                 | 3-2          | SV Dirmingen             |
| 1. FFC 08 Niederkirchen | 2-7          | SC 07 Bad Neuenahr       |
| DJK Arminia Ibbenbüren  | 1-0          | FC Gütersloh 2000        |
| FF USV Jena             | 1-3          | 1. FC Saarbrücken        |
| 1. FC Union Berlin      | 0-2          | 1. FC Lokomotive Leipzig |

## Derde ronde
De wedstrijden werden gespeeld op 9 november 2008.
| Thuisclub          | Uitslag | Uitclub                |
| ------------------ | ------- | ---------------------- |
| FCR 2001 Duisburg  | 5-0     | Hamburger SV           |
| Mellendorfer TV    | 0-5     | 1. FFC Turbine Potsdam |
| VfL Wolfsburg      | 2-0     | TSV Crailsheim         |
| SG Wattenscheid 09 | 4-2     | SC Sand                |

| Thuisclub                | Uitslag | Uitclub             |
| ------------------------ | ------- | ------------------- |
| SC 07 Bad Neuenahr       | 2-5     | FC Bayern München   |
| DJK Arminia Ibbenbüren   | 0-2     | VfL Sindelfingen    |
| 1. FC Saarbrücken        | 1-2     | SC Freiburg         |
| 1. FC Lokomotive Leipzig | 1-4     | SG Essen-Schönebeck |

## Kwartfinale
De wedstrijden werden gespeeld op 21 december 2008.
| Thuisclub         | Uitslag      | Uitclub                |
| ----------------- | ------------ | ---------------------- |
| FC Bayern München | 1-1 ns (4-5) | FCR 2001 Duisburg      |
| VfL Sindelfingen  | 0-1          | 1. FFC Turbine Potsdam |

| Thuisclub                | Uitslag | Uitclub            |
| ------------------------ | ------- | ------------------ |
| SC Freiburg              | 0-2     | VfL Wolfsburg      |
| 1. FC Lokomotive Leipzig | 1-2 nv  | SG Wattenscheid 09 |

## Halve finale
De wedstrijden werden gespeeld op 13 april 2009.
| Thuisclub         | Uitslag | Uitclub       |
| ----------------- | ------- | ------------- |
| FCR 2001 Duisburg | 3-1     | VfL Wolfsburg |

| Thuisclub              | Uitslag | Uitclub            |
| ---------------------- | ------- | ------------------ |
| 1. FFC Turbine Potsdam | 3-0     | SG Wattenscheid 09 |

## Finale
De finale op 30 mei 2009 vond traditioneel (sinds 1985) plaats in het Olympisch Stadion Berlijn voor de finale van de DFB Pokal voor mannen en werd gespeeld door FCR 2001 Duisburg (winnaar in 1998, finalist in 1999 -als FC Rumeln-Kaldenhausen- en finalist in 2003, 2007) en 1. FFC Turbine Potsdam (3× winnaar 2004, 2005 en 2006).
| Thuisclub              | Uitslag | Uitclub |
| ---------------------- | ------- | --- |
| 1. FFC Turbine Potsdam | 0-7     | FCR 2001 Duisburg |
|                        |         | 1-0 Fatmire Bajramaj 28. 2-0 Annemieke Kiesel 37. 3-0 Annemieke Kiesel 47. 4-0 Femke Maes 50. 5-0 Inka Grings 54. 6-0 Inka Grings 86. 7-0 Alexandra Popp 90. |